# Giuseppe Greco (Regisseur)
Giuseppe Greco (auch als Giorgio Castellani bekannt, * 1952 in Croceverde-Giardini; † 12. Februar 2011 ebenda) war ein italienischer Filmregisseur und Drehbuchautor.

## Leben
Greco, der meist unter dem Namen Giorgio Castellani arbeitete, trat erstmals 1981 in Erscheinung, als der Sizilianer als Schauspieler und Produzent der Komödie Crema, cioccolata e pa… prika fungierte, den er auch geschrieben hatte. 1992 führte er Regie bei Vite perdute, der versuchte, von den Erfolgskomödien Marco Risis zu profitieren, die er in Thema und Stil imitierte. 1997 folgte mit I Grimaldi ein in weiten Teilen Italiens nicht veröffentlichter zweiter Film. Grecos Vater war ein bedeutender Vertreter der Cosa Nostra, Michele Greco.

## Filmografie (Auswahl)
- 1992: Vite perdute
- 1997: I Grimaldi